# Dals säteri
Dahls Säteri, eller Dal, var ett tidigare säteri med underlydande hemman i Fjärås socken, Kungsbacka kommun. Säteriet grundades av Fredrik Rantzau på 1650-talet.
Mangårdsbyggnaden uppfördes 1890. Ladugårdar återuppbyggdes efter brand 1943. Säteriet har varit i släkten Silvferschiölds ägo i nio generationer. Fideikommissarie är friherre Niclas Silfverschiöld, som övertog säteriet efter sin far Carl-Otto Silvferschiöld. Jordbruket är utarrenderat.